# Quemadmodum preces
Quemadmodum preces  è una enciclica di papa Benedetto XIV, datata 23 marzo 1743, nella quale il Pontefice ammonisce che spetta solo alla Chiesa stabilire le formule delle preghiere pubbliche, anche quelle in favore dei Principi e dei Regnanti; e che l'autorità laica non ha alcun potere su quanto attiene alle questioni ecclesiastiche.

## Fonte
- Tutte le encicliche e i principali documenti pontifici emanati dal 1740. 250 anni di storia visti dalla Santa Sede, a cura di Ugo Bellocci. Vol. I: Benedetto XIV (1740-1758), Libreria Editrice Vaticana, Città del Vaticano 1993